# Suomiart
Suomiart är en 1977 grundad förening i Sverige för sverigefinska bildkonstnärer. 
Suomiart har som syfte att främja finländsk kultur i Sverige genom konstutställningar, kurser, resor och annan kulturverksamhet. Suomiart deltar även i internationella samarbetsprojekt. Den riksomfattande föreningen har över 100 medlemmar.

## Årets konstnär
Suomiart arrangerar tävlingen Årets konstnär årligen. Det är en öppen årlig tävling för alla sverigefinska bildkonstnärer och finska konstnärer bosatta i Sverige.

### 2019
- Årets konstnär: Pekka Sarnus[2]
- Jury: Ariane Bucquet Pousette, Lena Holger, Sackarias Luhanko, Susanna Pettersson[3]

### 2017
- Årets konstnär: Carina Söderström[4]
- Jury: Nina Kerola, Bettina Pehrsson, Laura Santala, Anton Wiraeus[5]

### 2015
- Årets konstnär: Titti Hammarling[6]
- Publikens favorit: Nanna Ståhle
- Jury: Carl Tiberg, Hilla Tuominen, Riitta Östberg

### 2013
- Årets konstnär: Linn Henriksson Strååt
- Årets unga konstnär: Markus Laakkonen
- Jury: Berndt Arell, Camilla Hjelm och Matti Kallioinen

### 2012
- Årets konstnär: Karin Wallin
- Årets unga konstnär: Anna Julkunen
- Jury: Kristina Eriksson, Kai Kangassalo och Niklas Mulari

### 2011
- Årets konstnär: Riitta Vainionpää
- Årets unga konstnär: Virva Hinnemo
- Jury: Ilkka Pärni, Maris Reinson och Pekka Särkiniemi

### 2010
- Årets konstnär: Helena Piippo Larsson
- Årets unga konstnär: Anton Wiraeus
- Jury: Aino Kostiainen, Marjatta Nenander och Andreas Höök

### 2009
- Thelma Aulio-Paananen
- Jury: Tanja Airaksinen, Selma Green och Urban Lorentzon

### 2008
- Mette Muhli
- Jury: Anne Joki-Jacobsson, Tomas Harila Carlgren och Göte Tersaeus

### 2007
- Anne Persson Lucenius
- Jury: Annika Söderlund, Harri Monni och Ricardo Donoso

### 2006
- Niklas Mulari
- Jury: Mari Rantanen, Marjatta Nenander och Harri Monni

### 2005
- Kaarina Manninen[7]
- Jury: Raija Wallenius, Suvi Virkamäki och Åke Arph

### 2004
- Aila Manni-Snickars